# Otomys angoniensis
Otomys angoniensis là một loài động vật có vú trong họ Chuột, bộ Gặm nhấm. Loài này được Wroughton mô tả năm 1906.